# فتحي المولدي
فتحي المولدي (1956 -) هو محام ومحلل رياضي تونسي.

## المسيرة المهنية
درس الحقوق وتسلم جائزة الرئيس الحبيب بورقيبة في يوم العلم لأنه كان الأول في شعبة الحقوق على مستوى الجمهورية. كتب فتحي المولدي المقالات الصحفية منذ 1976 حيث كتب أكثر من 500 ألف مقال. كان فتحي المولدي صحفيا بجريدة لوطون باللغة الفرنسية يكتب مقالات حول الرياضة. وعمل محللا رياضيا في برنامج بالمكشوف على قناة حنبعل منذ 2005. وبعد ذلك عمل محللا قانونيا في برنامج الحق معاك. عمل بعد ذلك محللا رياضيا في برنامج في إذاعة شمس أف أم. واشتغل محللا رياضيا في 24 حصة في كأس أفريقيا للأمم 2013 في الجزيرة الرياضية.